# Eithne FitzGerald
Eithne FitzGerald (née Ingoldsby ; né le 28 novembre 1950) est une économiste irlandaise et femme politique du Parti travailliste qui est Teachta Dála (TD) pour la circonscription de Dublin Sud de 1992 à 1997. Elle est ministre d'État dans le 23e gouvernement irlandais et dans le 24e gouvernement irlandais au cours de son unique mandat de députée.

## Biographie
Elle se présente sans succès quatre fois pour le Dáil Éireann lors de diverses élections générales dans la circonscription de Dublin Sud, avant d'être élue députée aux élections générales de 1992. À cette occasion, elle est en tête du scrutin avec le vote de première préférence le plus élevé parmi tous les candidats du pays. En janvier 1993, le Parti travailliste entre dans un gouvernement de coalition avec le Fianna Fáil et FitzGerald est nommée ministre d'État au ministère des Finances avec une responsabilité particulière pour le Bureau du Tánaiste et le Plan de développement national. Les travaillistes se retirent du gouvernement en novembre 1994.
En décembre 1994, la Rainbow Coalition est formée par le Fine Gael, le Parti travailliste et la Gauche démocratique. FitzGerald est nommée ministre d'État au Bureau du Tánaiste et ministre d'État au ministère de l'Entreprise et de l'Emploi. Elle est responsable de l'introduction de la législation sur la liberté d'information en Irlande.
Elle reste jusqu'à la défaite du gouvernement de coalition aux élections générales de 1997. FitzGerald perd son siège à cette élection, étant remplacée par Olivia Mitchell du Fine Gael. Elle se présente à nouveau à Dublin Sud aux élections générales de 2002, mais n'est pas élue.
Elle est mariée à John D. FitzGerald, le fils du Taoiseach Garret FitzGerald.